# Röda och vita
Röda och vita (ungerska: Csillagosok, katonák) är en ungersk-sovjetisk krigsfilm från 1967 i regi av Miklós Jancsó. Den handlar om en del av det ryska inbördeskriget, där ungerska krigsfångar från första världskriget har hamnat på de rödas sida och strider mot de vita om några kullar nära Volga. De två sidorna erövrar en klosterbyggnad och ett fältsjukhus fram och tillbaka och avrättar varandra i stora antal. Filmen är utpräglat antiideologisk och oheroisk. De långa tagningarna och landskapsbilderna framställer de stridande som människomassor som godtyckligt kommenderas runt, leds bort eller avrättas.
Filmen var beställd av sovjetiska myndigheter för att fira 50-årsminnet av ryska revolutionen. Myndigheterna var missnöjda med resultatet och gjorde omfattande klipp i den version som distribuerades i Sovjetunionen. Jancsó såg dock till att hans originalversion visades i Ungern, och det är denna version som även nådde en internationell publik. Filmen var uttagen till den inställda filmfestivalen i Cannes 1968.

## Medverkande
- József Madaras – Istvan
- András Kozák – Laszlo
- Tibor Molnár – Andras
- Jácint Juhász – Janos
- Anatolij Jabbarov – kapten Tjelpanov
- Sergej Nikonenko – kossack-fanbärare
- Michail Kozakov – Spiridon
- Bolot Bejsjenalijev – Tjingiz
- Tatjana Konjuchova – Elisaveta, husmor
- Krystyna Mikołajewska – Olga
- Viktor Avdjusko – sjöman
- Gleb Strizjenov – överste
- Nikita Michalkov – fänrik Glazunov